# Crawford Grimsley
Crawford Grimsley (* 1. August 1967 in Sunrise (Florida), USA) ist ein ehemaliger US-amerikanischer Boxer.

## Karriere
Der frühere Kickboxer Grimsley begann 1994 mit dem professionellen Boxen. Nach 20 Siegen gegen unbekannte Gegner durfte er gegen George Foreman, der im Kampf zuvor nur umstritten gegen Axel Schulz hatte gewinnen können, um die lineare Weltmeisterschaft boxen. Der Kampf fand am 3. November 1996 in Japan statt und Grimsley unterlag nur nach Punkten.
Im nächsten Kampf 1997 ging er in einem der kürzesten Boxkämpfe der Geschichte gleich nach dem ersten Schlag seines Gegners Jimmy Thunder nach offiziell 13 Sekunden, diese Zeitangabe beinhaltet das zehnsekündige Auszählen, schwer K. o. Seine dritte Niederlage in Folge musste er im Oktober 1997 in Dänemark gegen Brian Nielsen hinnehmen, er verlor durch technischen K. o. in der sechsten Runde.
Er kämpfte noch vier Mal gegen unbekannte Gegner und beendete nach einer weiteren vorzeitigen Niederlage im September 2002 endgültig seine Laufbahn.